# Petaloptila
Petaloptila is een geslacht van rechtvleugeligen uit de familie krekels (Gryllidae). De wetenschappelijke naam van dit geslacht is voor het eerst geldig gepubliceerd in 1890 door Pantel.

## Soorten
Het geslacht Petaloptila omvat de volgende soorten:
- Petaloptila andreinii Capra, 1937
- Petaloptila aliena Brunner von Wattenwyl, 1882
- Petaloptila fermini Gorochov & Llorente del Moral, 2001
- Petaloptila isabelae Gorochov & Llorente del Moral, 2001
- Petaloptila pallescens Bolívar, 1927
- Petaloptila pyrenaea Olmo-Vidal & Hernando, 2000
- Petaloptila baenai Barranco, 2004
- Petaloptila barrancoi Gorochov & Llorente del Moral, 2001
- Petaloptila bolivari Cazurro y Ruiz, 1888
- Petaloptila carabajali Barranco, 2004
- Petaloptila llorenteae Barranco, 2004
- Petaloptila malacitana Barranco, 2010
- Petaloptila mogon Barranco, 2004
- Petaloptila venosa Gorochov & Llorente del Moral, 2001